# Taiseki-ji

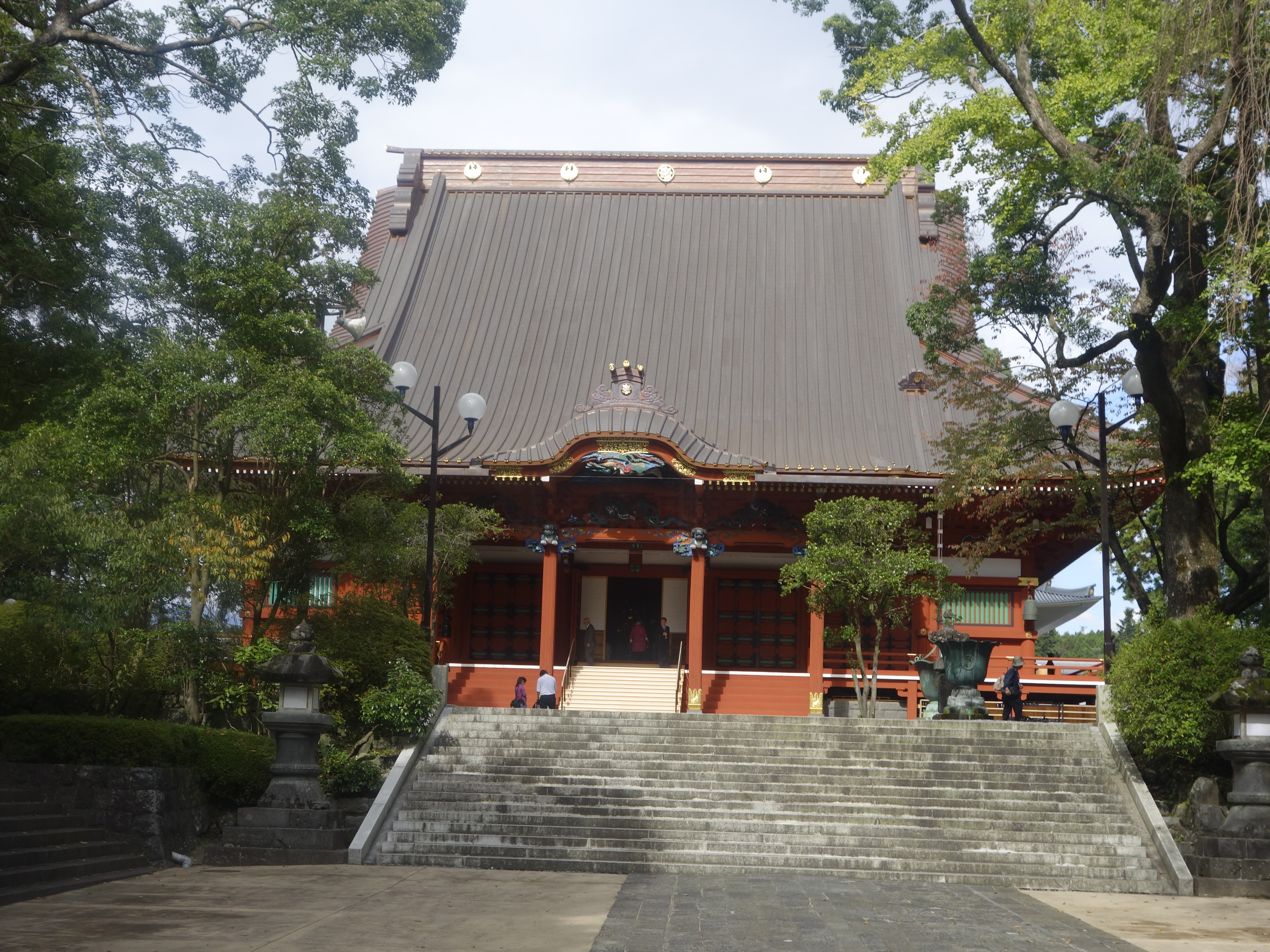
Der Mieido, historische Haupthalle am Taiseki-ji

Taiseki-ji (jap. 大石寺) ist der Haupttempel der Nichiren-Shōshū, einer Schule des Nichiren-Buddhismus. Er liegt am Berg Fuji in Fujinomiya, Präfektur Shizuoka. Er wurde im Jahre 1290 durch Nikkō, einen Schüler Nichirens gegründet. Phasen des größten Wachstums erfuhr das Tempelgelände während der Edo-Periode sowie nach dem Zweiten Weltkrieg.

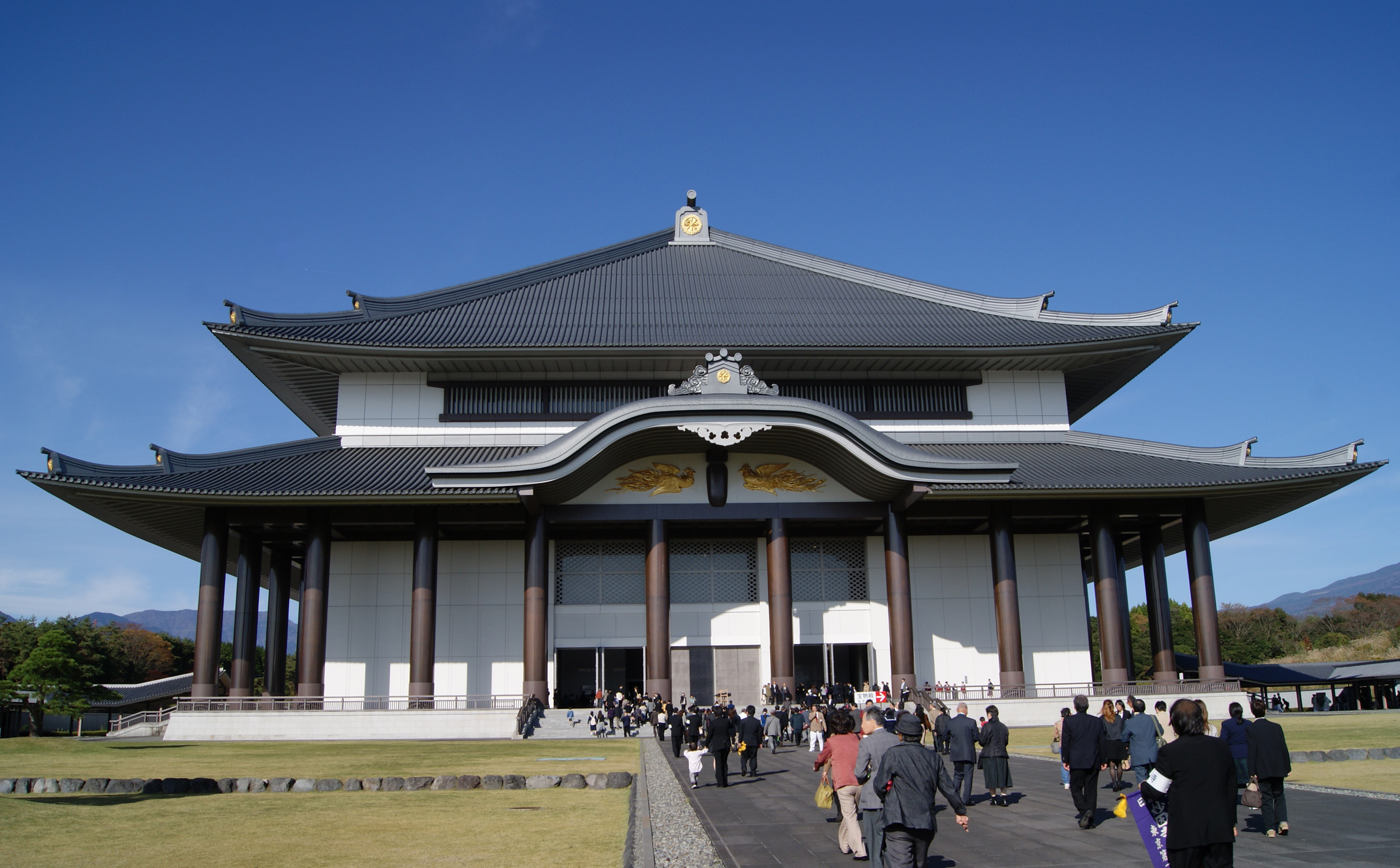
Der Hōandō von Taiseki-Ji

Nach dem Ausschluss der Sōka Gakkai durch die Nichiren-Shōshū wurden einige der Nachkriegsbauten abgerissen und teilweise durch Gebäude traditionelleren Stils ersetzt. Beispiel hierfür ist der, absichtlich im Stil eines Lagerhauses erbaute, Hōandō der im Jahre 2002 den Shōhondō als Haupthalle ersetzte.

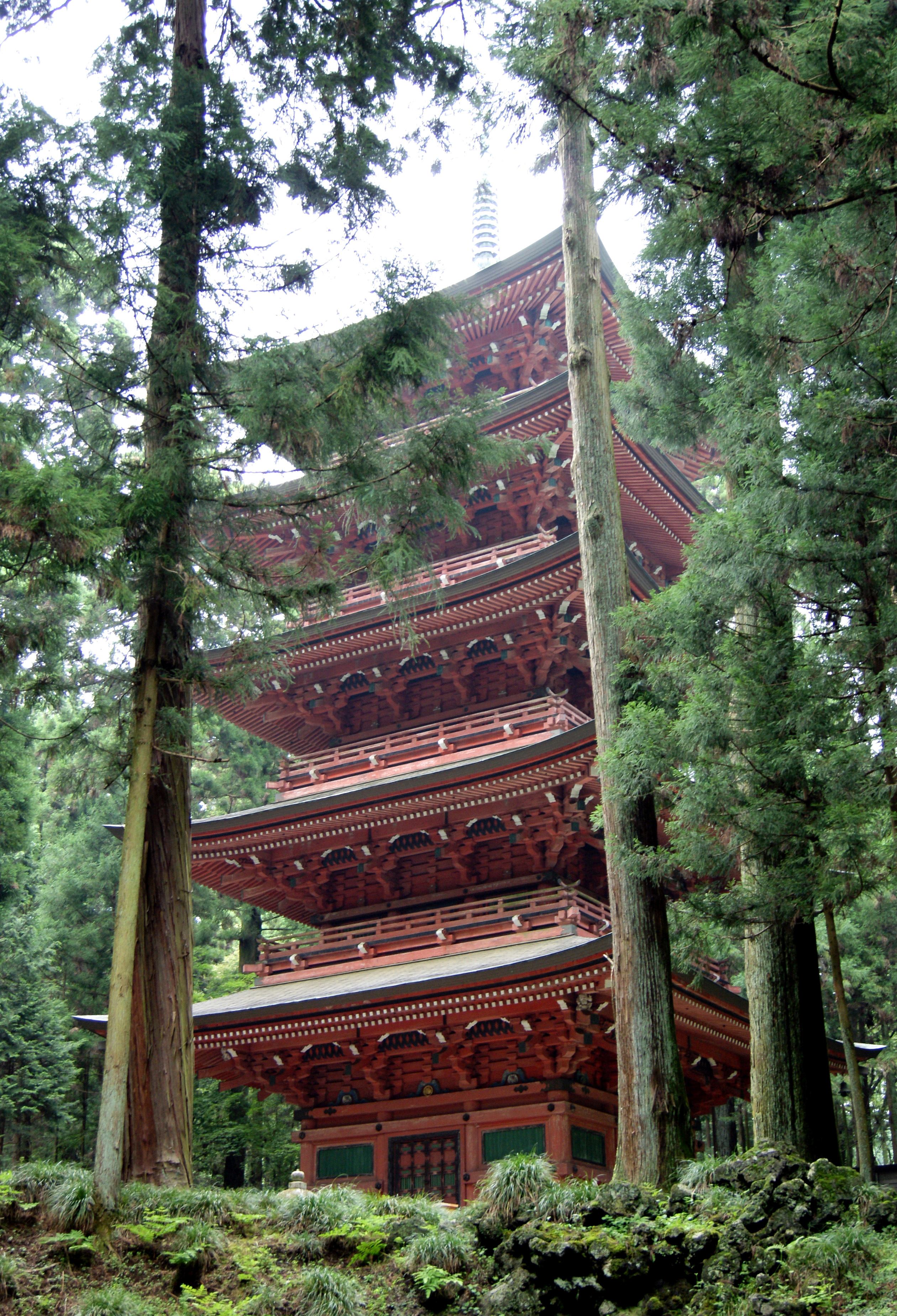
Pagode am Taiseki-ji